# HD 161390
HD 161390，又名CD-3812189，SAO 209246、HR 6613，是一颗恒星，视星等为6.43，位于銀經352.3，銀緯-5.02，其B1900.0坐标为赤經17h 40m 15.4s，赤緯-38° -5.02′ 18″。